# یان سوک-یونگ
یان سوک-یونگ (زادهٔ ۱۳ فوریهٔ ۱۹۹۰) یک بازیکن فوتبال اهل کره جنوبی است.
وی همچنین در تیم‌های ملی فوتبال کره جنوبی کره جنوبی کره جنوبی بازی کرده است.